# Municipio de Peterson (Iowa)
El municipio de Peterson (en inglés: Peterson Township) es un municipio ubicado en el condado de Clay en el estado estadounidense de Iowa. En el año 2010 tenía una población de 481 habitantes y una densidad poblacional de 5,2 personas por km².

## Geografía
El municipio de Peterson se encuentra ubicado en las coordenadas 42°56′51″N 95°19′15″O / 42.94750, -95.32083. Según la Oficina del Censo de los Estados Unidos, el municipio tiene una superficie total de 92.52 km², de la cual 91,97 km² corresponden a tierra firme y (0,6 %) 0,55 km² es agua.

## Demografía
Según el censo de 2010, había 481 personas residiendo en el municipio de Peterson. La densidad de población era de 5,2 hab./km². De los 481 habitantes, el municipio de Peterson estaba compuesto por el 99,38 % blancos, el 0,21 % eran asiáticos y el 0,42 % eran de una mezcla de razas. Del total de la población el 1,46 % eran hispanos o latinos de cualquier raza.